# Wuthering Waves
Wuthering Waves (спрощ.: 鸣潮; кит. трад.: 鳴潮; піньїнь: Míng Cháo; літ.: 'звуковий приплив') — відеогра від китайської студії Kuro Games, що вийшла 22 травня 2024 року. Це рольовий бойовик у відкритому світі доступний гравцям за моделлю free-to-play.
Оскільки Wuthering Waves у своїй монетизації спирається на ґача механіки, цю гру часто порівнюють з Genshin Impact. Проте оглядачі зазначають, що вона, на відміну від попередників, більше концентрується на бойовій складовій.

## Ігровий світ
Події Wuthering Waves відбуваються у футуристичному постапокаліптичному світі. Катастрофа Lament, знищила більшу частину людства та спричинила появу невідомих створінь і монстрів, яких називають Tacet Discords. Залишки людства пристосувалися до нових загроз та з часом відбудували цивілізацію.

## Ігровий процес
Гра проходить у відкритому світі. Для керування доступні головний герой (Rover) та інші персонажі, котрих тут називають резонаторами. З доступних резонаторів гравець створює групу з трьох персонажів, між якими може вільно перемикатися. Цією групою він досліджує світ, де спілкується з неігровими персонажами, проходить сюжетні лінії, шукає скарби, розгадує головоломки та знищує ворогів. В грі також доступні різні спеціальні випробування, частина з яких вимагає для проходження добре підготовану команду резонаторів.
В бойовій системі присутні «вхідні» (intro) та «вихідні» (outro) прийоми, котрі відповідно автоматично спрацьовують, коли персонаж вступає в бій чи поступається місцем іншому. Для цього перед перемиканням потрібно заповнити спеціальну шкалу енергії активного резонатора. Окрім них та звичайних атак гравець вже на власний розсуд може використовувати унікальні для кожного персонажа бойовий прийом та ультимативну навичку. Перебуваючи на полі бою персонаж також окремо накопичує енергію форте (forte), витрачаючи котру він може здійснювати додаткові бойові прийоми, механіка котрих унікальна для кожного резонатора.
Персонажі та зброя в грі поділяються за рідкістю на 4-зіркові та 5-зіркові. Для їх отримання ґача-система гри використовує різноманітні банери (Convenes). Гра гарантує отримання персонажів та зброї певної рідкості після певної кількості невдалих спроб.
Вбиваючи ворогів ми з певним шансом можемо отримати їхнє «ехо» (echo). Ехо потім можуть бути поліпшені та «одягнені» на резонатору, аби підвищити показники його атаки, захисту, здоров'я тощо. Окрім цього пасивного ефекту кожен персонаж може використовувати одне ехо як активну навичку, на короткий час викликаючи цього монстра або перевтілюючись в нього.

## Розробка
Kuro Games анонсувала гру в соцмережах 23 травня 2022 року. Гра пройшла дві стадії закритого бета-тестування. Після першого етапу сюжет вирішили суттєво змінити на вимогу гравців.
29 березня 2024 року, по закінченню другого бета-тесту, було анонсовано, що Wuthering Waves вийде на iOS, Android та Microsoft Windows у кінці травня. У травні 2024 року також стало відомо, що гра згодом буде доступною і в Mac App Store.

## Відгуки
Wuthering Waves на старті отримала змішані відгуки зі значною часткою позитиву. Дехто вказував на певні (зокрема технічні) проблеми, водночас інші гравці відзначали, що проєкт наразі має найкращий ігролад серед ґача-ігор. Впродовж першого тижня гра вийшла в лідери по завантаженнях в сотні країн.
В перші дні деякі гравці, змінивши системний час на своїх пристроях, змогли отримати доступ до поки невипущеного контенту. Серед інших відомих багів були проблеми з анімаціями та частотою кадрів. Деякі користувачі, що встановили гру з крамниці Epic Games, отримували помилку під час запуску.
Водночас критики зауважували, що щедрі внутрішньоігрові подарунки від розробників нівелюють ці незручності. 23 травня 2024 року Kuro Games офіційно вибачилася перед гравцями та пообіцяла внутрішньоігрову компенсацію.
Попри складнощі перших днів ігрова спільнота та оглядачі відзначили Wuthering Waves за її новітню бойову систему, зручне пересування світом, якість локацій та поблажливу ґача-складову.

### Нагороди
| Рік  | Нагорода                         | Категорія                                 | Результат | Прим.         |
| ---- | -------------------------------- | ----------------------------------------- | --------- | ------------- |
| 2024 | Pocket Gamer Mobile Games Awards | Кращі аудіо / візуальні досягнення        | Перемога  | [ 20 ]        |
| 2024 | Pocket Gamer Mobile Games Awards | Гра року                                  | Номінація | [ 20 ]        |
| 2024 | Galaxy Award                     | Краща науково-фантастична гра             | Перемога  | [ 21 ]        |
| 2024 | The Game Awards 2024             | Краща мобільна гра                        | Номінація | [ 22 ]        |
| 2024 | The Game Awards 2024             | Голос гравців                             | Номінація | [ 22 ]        |
| 2024 | TapTap Game Awards               | Вибір гравців                             | Перемога  | [ 23 ]        |
| 2024 | Sensor Tower APAC Awards         | Краща пригодницька гра у відкритому світі | Перемога  | [ 24 ]        |
| 2025 | Премія D.I.C.E.                  | Мобільна гра року                         | Номінація | [ 25 ] [ 26 ] |